# ثمرخیزان
ثمرخیزان یکی از روستاهای استان آذربایجان شرقی است که در دهستان شبلی بخش مرکزی شهرستان بستان‌آباد واقع شده‌است.این روستا ۱۳۵ نفر جمعیت دارد.